# اسپکولوم

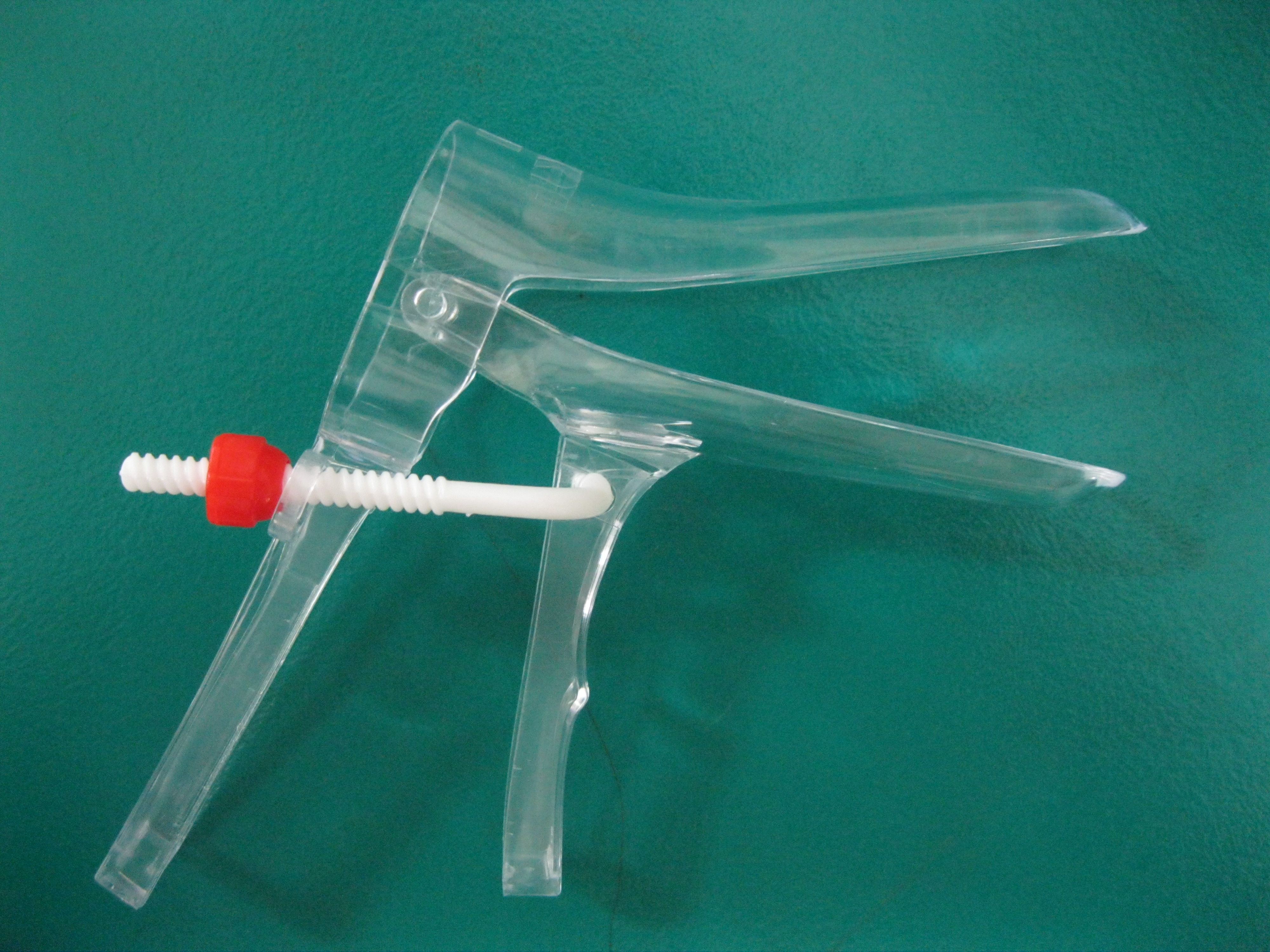
اسپکولوم واژینال پلاستیکی که در پزشکی زنان استفاده می‌شود.

اسپکولوم یا (speculum) وسیله‌ای جهت کنار زدن بافتها حفرات و فراهم آوردن دید بهتر هنگام معاینه است. این وسیله اولین بار توسط یونانی‌ها و روس‌ها ساخته شده است.
پرکاربردترین اسپکولوم، اسپکولوم واژینال است، هرچند اسپکولوم بینی، رکتوم، گوشی و دهانی نیز هنگام معاینه به‌کار می‌روند. اسپکولوم واژینال و مقعدی اوایل توسط یونانیان و رومیان باستان استفاده می‌شد، و مصنوعات اسپکولوم در پمپئی یافت شده است. اسپکولوم مدرن واژینال، که توسط جی. ماریون سیمز ساخته شده است، از یک استوانه توخالی با انتهای گرد تشکیل شده است که به دو قسمت لولایی تقسیم شده، تا حدودی شبیه منقار اردک. این اسپکولوم در واژن قرار داده می‌شود تا برای معاینه واژن و دهانه رحم گشاد شود. اسپکولوم مدرن واژینال توسط جی. ماریون سیمز، یک پزشک مزرعه در شهرستان لنکستر، کارولینای جنوبی ساخته شده است. بین سال‌های ۱۸۴۵ و ۱۸۴۹، سیمز ده‌ها عمل جراحی را بدون بیهوشی بر روی حداقل ۱۲ زن برده انجام داد. در این آزمایش‌ها، سیمز تکنیکی را برای ترمیم فیستول ابداع کرد و در این فرایند اسپکولوم نوک اردک را اختراع کرد. این آزمایش‌ها و توسعه گمانه‌زنی‌های مدرن، باعث شد برخی سیمز را به عنوان «پدر پزشکی زنان و زایمان مدرن» بدانند. در دهه ۱۸۶۰، گمانه زنی‌ها در رویه‌های عدالت کیفری در بریتانیا ادغام شدند. در بریتانیای کبیر، معاینه دهانه رحم برای همه زنانی که بر اساس قانون بیماری‌های واگیر این کشور به جرم تن‌فروشی محکوم شده بودند، اجباری شد. در قرن نوزدهم، اسپکولوم واژن به نمادی فرهنگی از رابطه ضعیف بین زنان و پزشکان آنها تبدیل شد. استفاده از اسپکولوم به‌طور کلی در روش‌های پزشکی اجتناب می‌شد و اکثر بیماری‌های واژن از طریق علائم یا لمس شکم تشخیص داده می‌شدند. بسیاری از تمرین‌کنندگان نگرانی‌های اخلاقی در مورد استفاده از اسپکولوم داشتند و ترجیح می‌دادند از طریق لمس شکم تشخیص دهند. در اواخر سال ۱۹۱۰، پزشکان بر این باور بودند که اسپکولوم واژن نسبت به «لمس» دارای دقتی پایین‌تر است.
این نگرانی‌ها تا اوایل قرن بیستم ادامه یافت، زیرا گمانه‌زنی در عمل‌های زنان رایج شد. اغلب، پرستاران نقش عمده‌ای در حصول اطمینان از استفاده صحیح از اسپکولوم در طول معاینات پزشکی داشتند. نسخه‌های ۱۹۴۶ و ۱۹۵۶ یک متن چند جلدی زنان برای پرستاران مستلزم این بود که پرستاران در طول معاینه حضور داشته باشند تا از بیمار و پزشک در برابر «باج‌گیری از طریق طراحی افراد» محافظت کنند. تا سال ۲۰۱۵ میلادی، ۸۵ درصد از متخصصان زنان را خود زنان تشکیل می‌دادند. در نتیجه این تغییر جمعیتی، رویه‌های مربوط به استفاده از اسپکولوم نیز تغییر کرده است.

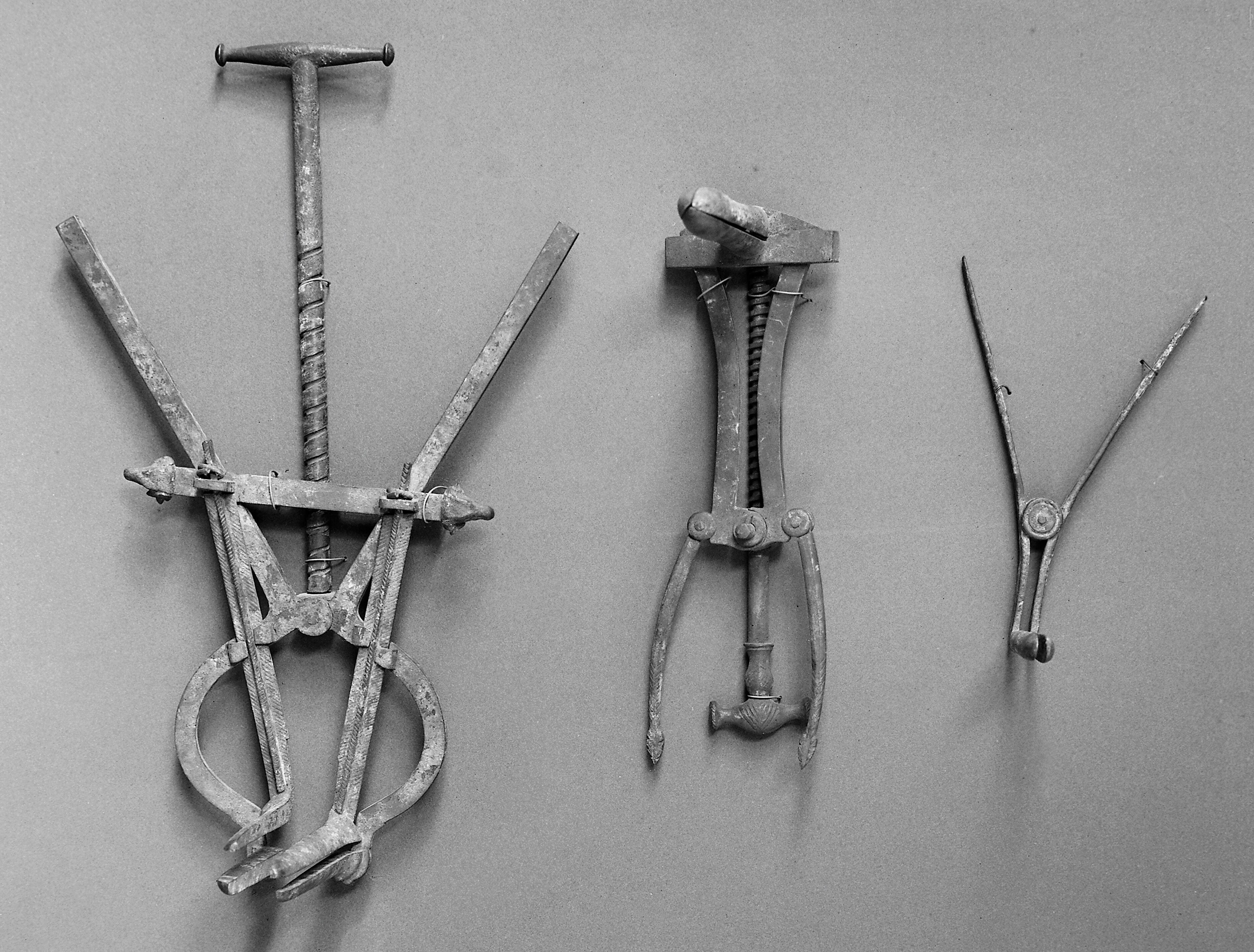
Three types of
ancient Roman specula c. 50 AD.

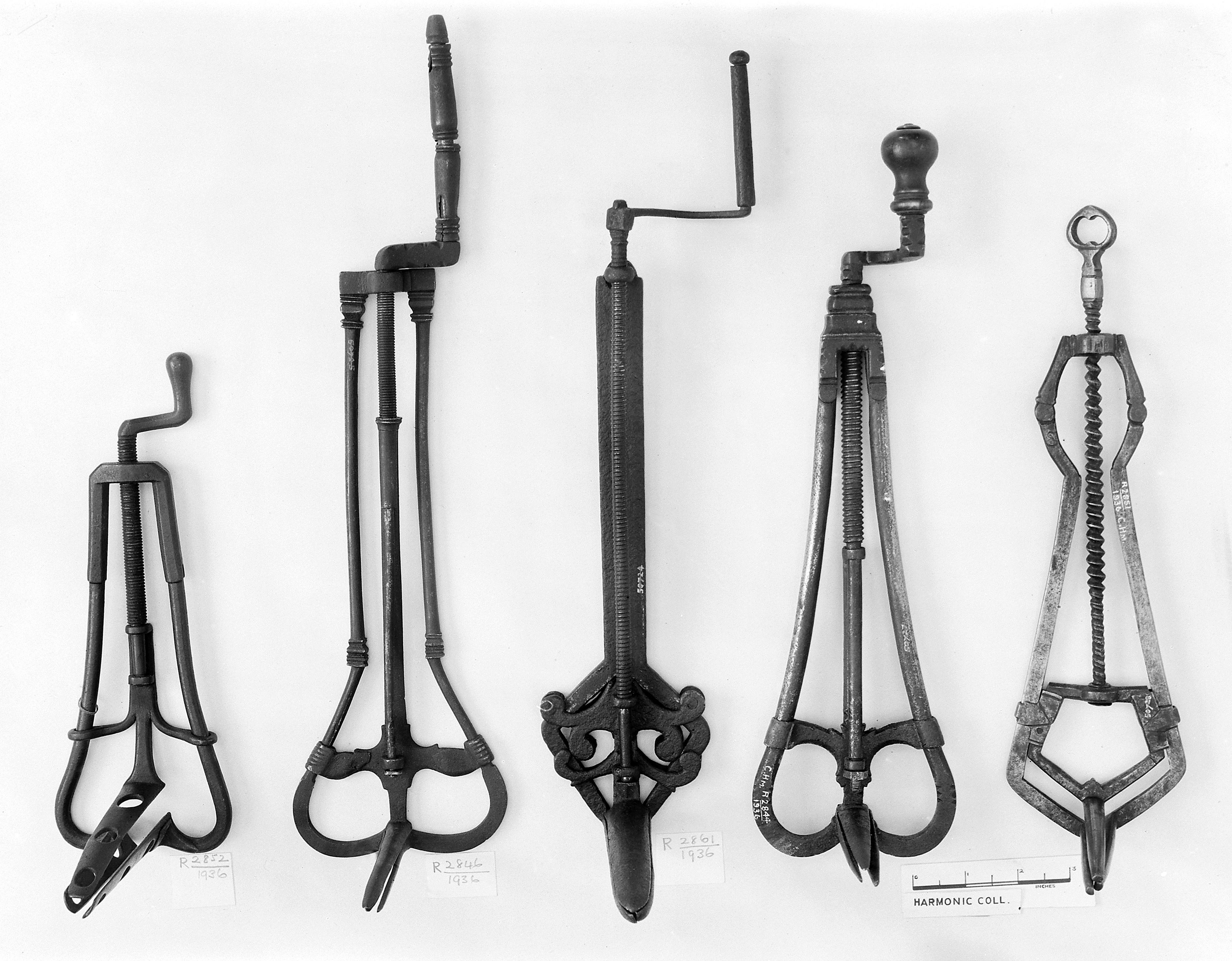
14th, 15th and 16th century specula

## ساخت و ساز

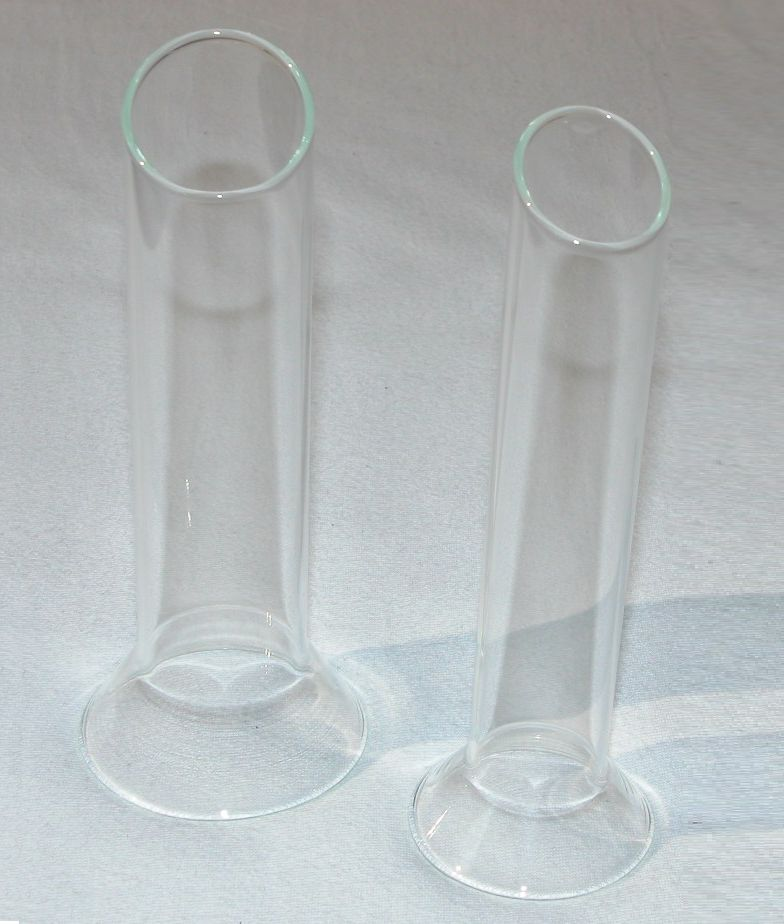
Two cylindrical-shaped glass specula

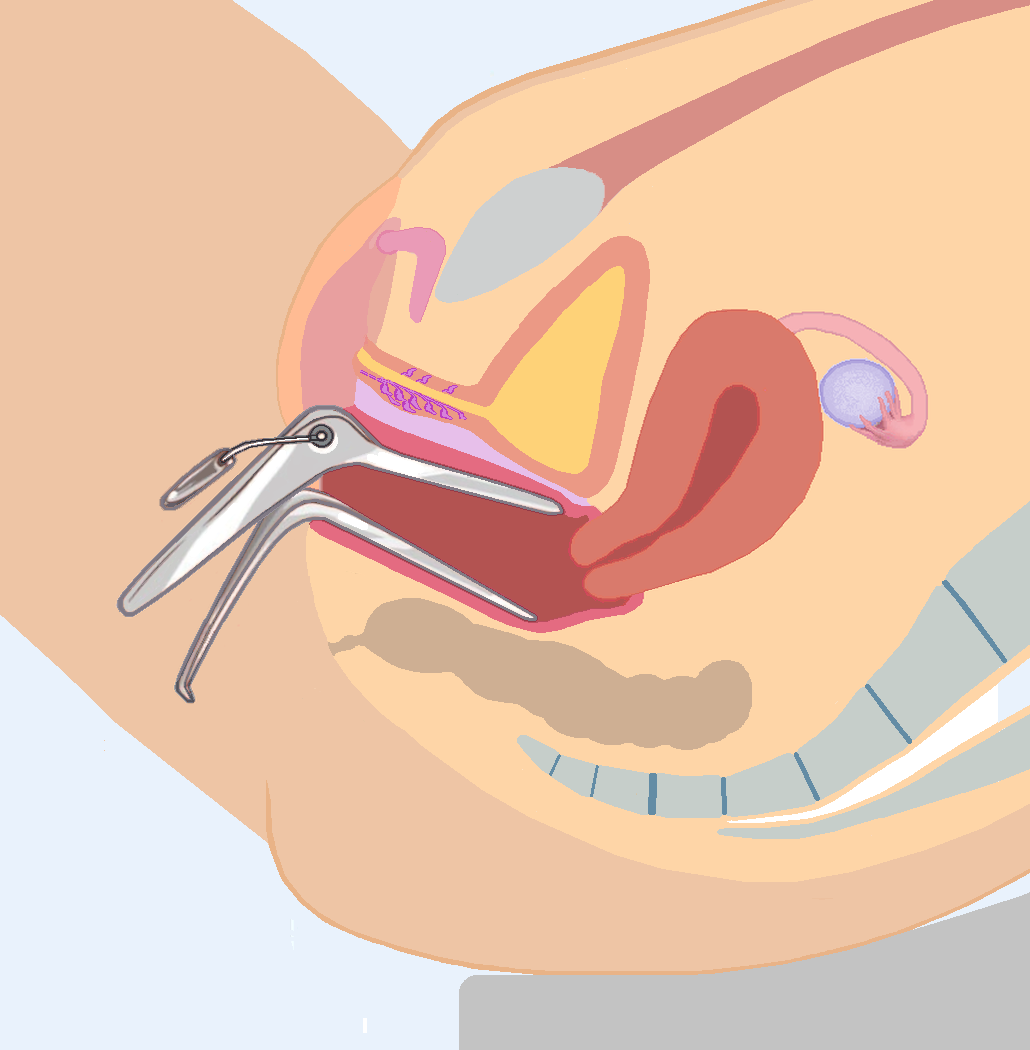
Position of the opened speculum during vaginal examination

اسپکولوم‌ها از شیشه یا فلز ساخته شده‌اند. آنها عموماً از فولاد ضدزنگ ساخته می‌شدند و بین استفاده استریل می‌شدند، اما به ویژه در قرن بیست و یکم، بسیاری از آنها به ویژه آنهایی که در بخش‌های اورژانس و مطب پزشکان استفاده می‌شوند از پلاستیک ساخته شده‌اند و اقلام یکبار مصرف هستند. آنهایی که در مجموعه‌های جراحی استفاده می‌شوند هنوز معمولاً از فولاد ضدزنگ ساخته می‌شوند.

## انواع
اسپکولوم‌ها بر اساس هدف خود در اشکال مختلف و اندازه‌های گوناگون وجود دارند. ابزارهایی برای مداخلات بعدی مانند بیوپسی.

### واژینال
شناخته شده‌ترین اسپکولوم، اسپکولوم دوکفه ای واژن است. دو کفه لولا شده‌اند و هنگامی که اسپکولوم برای تسهیل ورود آن وارد می‌شود، «بسته» می‌شوند و در موقعیت نهایی خود «باز» می‌شوند، جایی که می‌توان آنها را با عملکرد پیچی دستی کرد تا اپراتور از جدا نگه داشتن کفه‌ها آزاد شود.
یک اسپکولوم استوانه‌ای شکل، که در سال ۲۰۰۱ معرفی شد، اسپکولوم گشادکننده واژن که توسط کلمنس ون در ویگن اختراع شد، واژن را با هوای فیلتر شده باد می‌کند. این دستگاه دو عملکرد اصلی دارد: الف) گرفتن پاپ اسمیر طبیعی با برس دهانه رحم یا برس سیتولوژی. و ب) به عنوان یک کولپوسکوپ داخلی به طوری که اپراتور می‌تواند اسپکولوم را بچرخاند تا هر قسمت از بشکه واژن و دهانه رحم را که توسط یک منبع نور داخلی تسهیل می‌شود که می‌تواند دیواره واژن و دهانه رحم را با فیلترهای نوری چند رنگ روشن کند، مشاهده کند. شناسایی سلول‌های پیش سرطانی با کمک محلول اسید استیک و محلول ید. همچنین دارای قابلیت اتصال دوربین دیجیتال برای مشاهده و ضبط می‌باشد. شکل تخصصی اسپکولوم واژینال اسپکولوم وزنی است که از یک‌نیمه لوله پهن تشکیل شده است که با زاویه ۹۰ درجه خم می‌شود و کانال لوله در سمت بیرونی زاویه قرار دارد. انتهای لوله دارای یک‌وزن فلزی تقریباً کروی است که کانال اسپکولوم را احاطه کرده است. یک اسپکولوم وزن دار در حین جراحی واژن در حالی که بیمار در وضعیت لیتوتومی قرار دارد در واژن قرار می‌گیرد. وزنه اسپکولوم را در جای خود نگه می‌دارد و دست جراح را برای کارهای دیگر آزاد می‌کند. اسپکولوم واژینال همچنین در درمان‌های باروری، به ویژه لقاح مصنوعی، استفاده می‌شود و اجازه می‌دهد تا حفره واژن باز شود و مشاهده شود و در نتیجه رسوب مایع منی به داخل واژن تسهیل شود.

### شکل استوانه ای
- فرگوسن
- اسپکولوم شیشه ای
- Veda-scope(اسپکولوم گشاد کننده واژن)

### نوع یک قبضه
- اووارد
- بریسکی
- دواین
- ایستمن
- جکسون
- کال مورگن
- کریستلر
- لاندو
- مارتین
- متیو
- پولانسکی
- ساموئل
- شرباک
- سیمز
- ویسبارث

### نوع دو قبضه
- کولین
- کوسکو
- دی ویلبیس
- قبر
- پدرسون
- سمم
- سیفرت
- Trelat
- وینترتون

## مقعدی
اسپکولوم واژینال نیز برای جراحی مقعد استفاده می‌شود، اگرچه چندین شکل دیگر از اسپکولوم های مقعدی وجود دارد. یک شکل، آنوسکوپ، شبیه لوله ای است که دارای یک درج گلوله ای شکل قابل جابجایی است. هنگامی که آنوسکوپ وارد مقعد می‌شود، آنوسکوپ مقعد را به اندازه قطر لوله باز می‌کند. سپس این درج برداشته می‌شود و لوله را رها می‌کند تا قسمت پایینی رکتوم و مقعد بررسی شود. این سبک از اسپکولوم مقعدی یکی از قدیمی‌ترین طرح‌های ابزار جراحی است که هنوز مورد استفاده قرار می‌گیرد و نمونه‌هایی از آن به قرن‌ها قبل بازمی‌گردد. سیگموئیدوسکوپ را می‌توان بیشتر به قسمت پایین روده ارتقا داد و نیاز به تنظیم آندوسکوپی دارد.

### شکل لوله ای
- آنیسکوپ

### یک قبضه
- سزرنی

### دو قبضه
- برآمده سوراخ دار
- بودنهامر
- قاتل
- مطابقی
- رکورد
- راوچکه
- سیمز
- اسمیت-با

### سه قبضه
- آلن پارک
- پختن
- متیو

## اسپکولوم واژینال
در خانم‌ها برای انجام معاینات پزشکی واژن و دهانه رحم، همچنین در مواردی در روند انجام عمل‌های جراحی در این نواحی مورد استفاده قرار می‌گیرد و در دسته وسایل اکارتوری قرار می‌گیرد. اولین اسپکولوم واژینال توسط J. Marion Sims در سال ۱۸۳۶ در آمریکا ساخته شد. این وسیله اغلب جنس پلاستیکی داشته و یکبار مصرف است، هرچند جنس فلزی آن قابلیت استفاده مکرر را دارد. این وسیله موجب فاصله گرفتن دیواره‌های واژن از یکدیگر شده و بررسی بهتر واژن و دهانه رحم را جهت تشخیص و درمان بیماری‌ها ممکن می‌سازد. برای مشاهده حفره واژن توسط اسپکولوم نیاز به استفاده از نور است. به این منظور در اسپکولوم‌های موجود از نور غیرمستقیم استفاده می‌شود.
از دیگر اکارتورهای اسپکولومی می‌توان اسپکولوم بینی و اسپکولوم گوش میانی را نام برد.

## نگارخانه

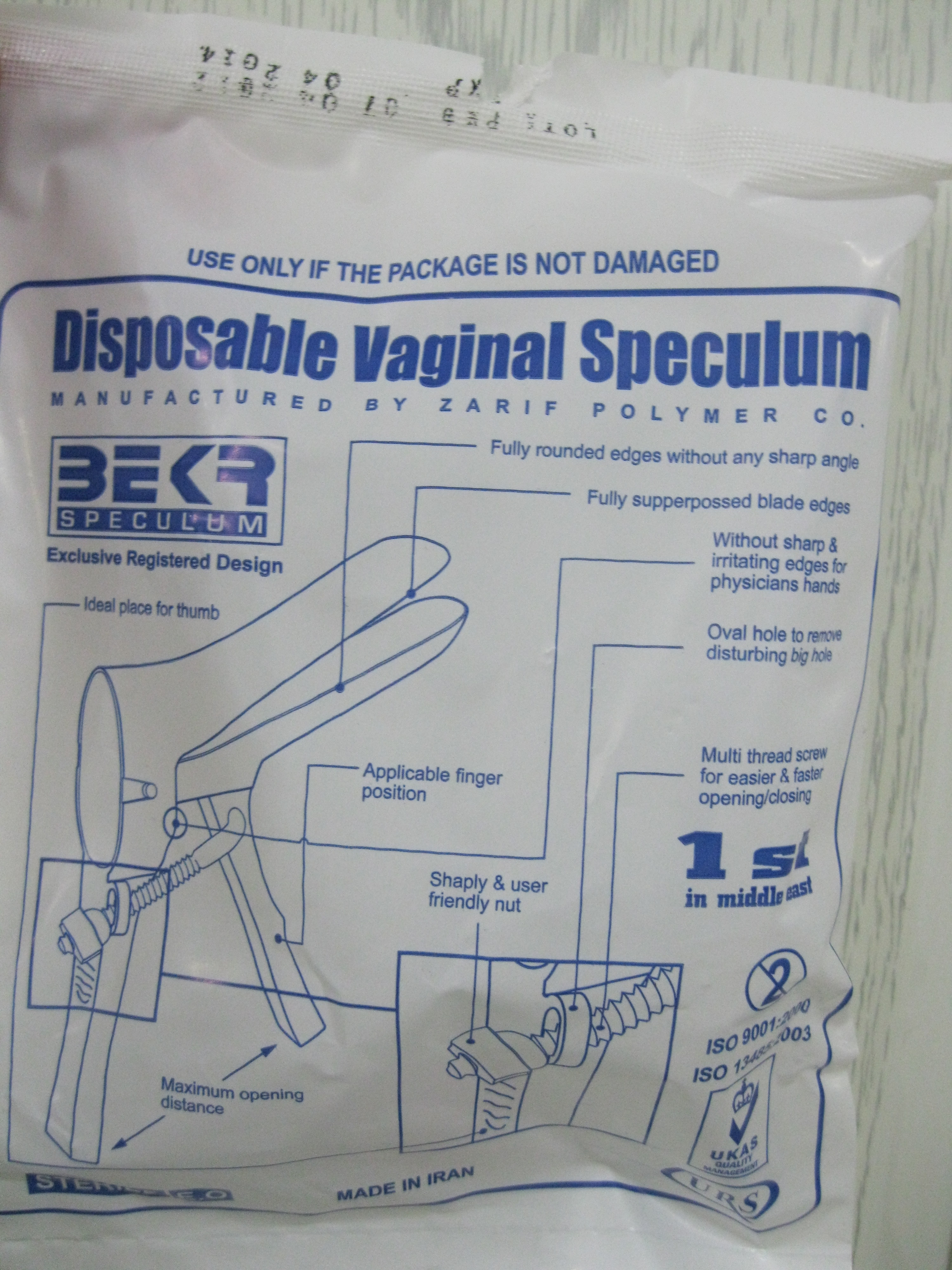
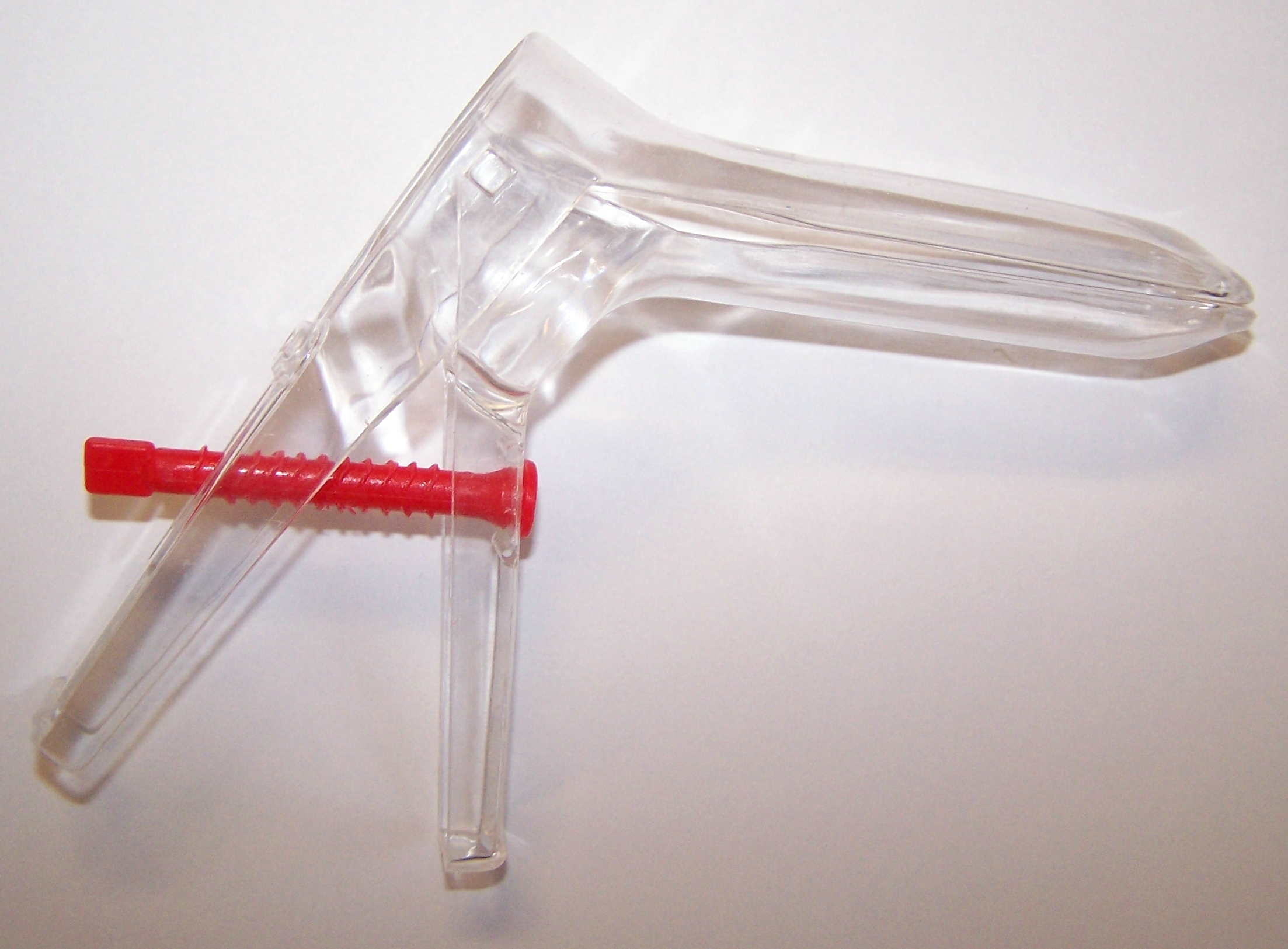
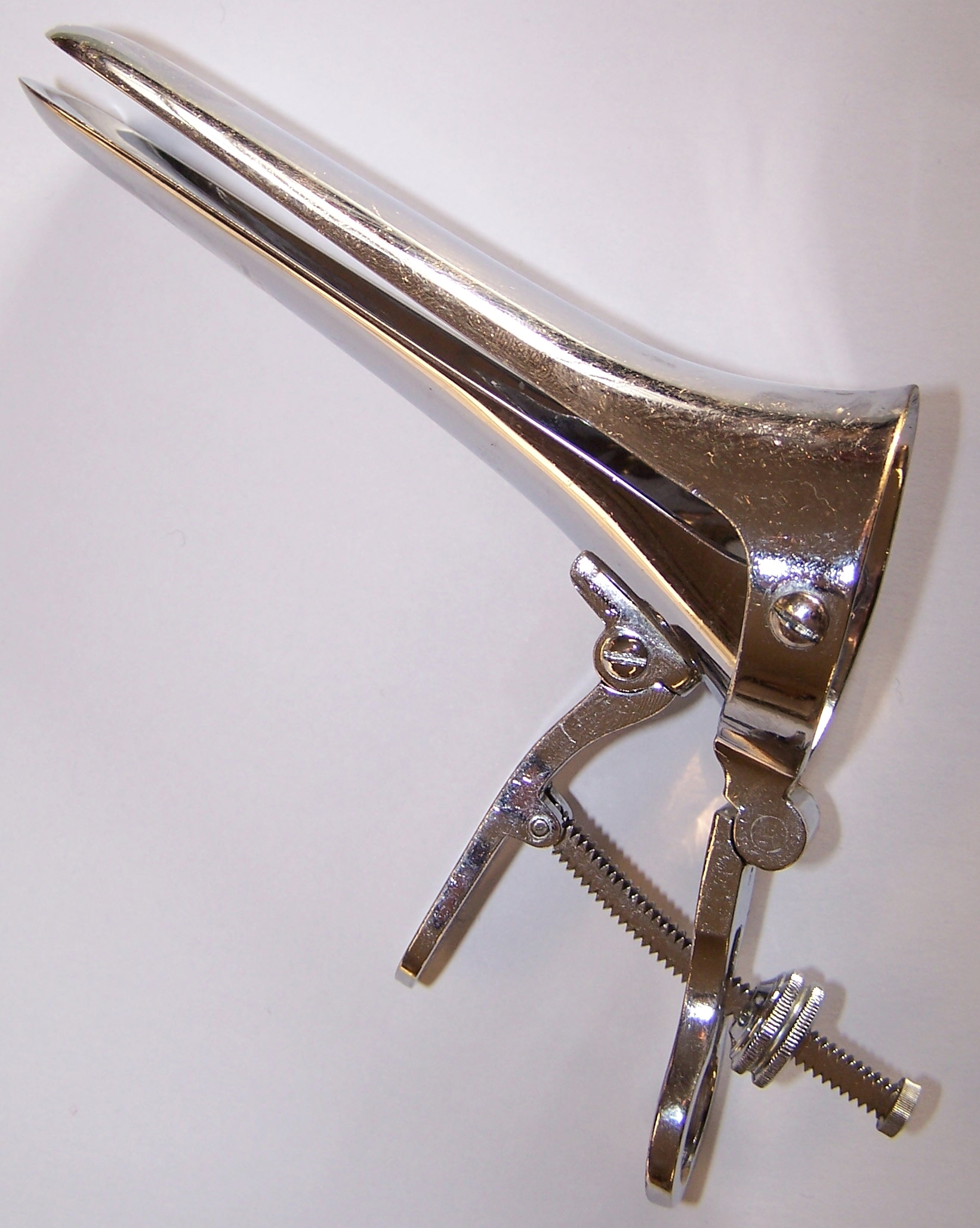